# أسلي أوركان
أسلي أوركان (بالتركية: Aslı Orcan) وهي ممثلة تُركية ولدت في يوم 27 مارس 1980 في محافظة أيطن في جنوب غرب تركيا وقد مثلت في مسلسل وتمضي الأيام.

## روابط خارجية
- أسلي أوركان على موقع IMDb (الإنجليزية)
- أسلي أوركان على موقع روتن توميتوز (الإنجليزية)
- أسلي أوركان على موقع ألو سيني (الفرنسية)
- أسلي أوركان على موقع قاعدة بيانات الفيلم (الإنجليزية)
- أسلي أوركان على موقع كينوبويسك (الروسية)